# 3759 Piironen
A 3759 Piironen (ideiglenes jelöléssel 1984 AP) a Naprendszer kisbolygóövében található aszteroida. Edward L. G. Bowell fedezte fel 1984. január 8-án.